# Équipe cycliste Les Pruneaux d'Agen
L'équipe cycliste Les Pruneaux d'Agen est une ancienne équipe cycliste féminine française.

## Histoire de l'équipe
En 2005, le budget de l'équipe est d'environ 60 000 euros. Le personnel de l'équipe et les coureuses ne reçoivent en conséquence pas de salaire.

## Classements UCI
Ce tableau présente les places de l'équipe au classement de l'Union cycliste internationale en fin de saison, ainsi que la meilleure cycliste au classement individuel de chaque saison.
| Année | Classement par équipes | Meilleure coureuse au classement individuel |
| 2005  | 22e                    | -                                           |
| 2006  | 25e                    | Élisabeth Chevanne-Brunel (114e)            |
| 2007  | 36e                    | Tiina Nieminen(182e)                        |

## Principales victoires

### Championnats nationaux
Cyclisme sur route
- Championnats de Finlande : 3
  - Course en ligne : 2007 (Tiina Nieminen)
  - Contre-la-montre : 2005 et 2007 (Tiina Nieminen)

Cyclisme sur piste
- Championnats de Nouvelle-Zélande : 1
  - Scratch : 2006 (Tammy Boyd)

## Encadrement de l'équipe
L'équipe est dirigée à sa création par Alain Brunel. Il la représente auprès de l'UCI et est assisté de Daniel Guillon et de Christopher Georgas. L'année suivante, la direction est assurée par Nicolas Coudray et Francis Sarnecki. En 2007, si Nicolas Coudray reste représentant à l'UCI, Daniel Gastou le remplace à la direction. Son adjoint est Germain Riberprey.

## Sponsors
Les pruneaux de la ville d'Agen sont partenaires de l'équipe.

## Les Pruneaux d'Agen en 2007

### Arrivées et départs
| Arrivée                    | Équipe 2006              |
| -------------------------- | ------------------------ |
| Jennifer De Haas-Boissiere |                          |
| Christel Ferrier-Bruneau   |                          |
| Élodie Henriette           |                          |
| Aurore Jeudy               | Vienne Futuroscope       |
| Carina Kirssi              |                          |
| Aurélie Marie              |                          |
| Mélodie Massat             |                          |
| Cathy Moncassin-Prime      |                          |
| Tiina Nieminen             | Vienne Futuroscope       |
| Marianne Stalder           |                          |
| Christine Vardaros         | Lotto-Belisol Ladiesteam |

| Départ                      | Équipe 2007 |
| --------------------------- | ----------- |
| Tamara Boyd                 |             |
| Toni Bradshaw               |             |
| Élisabeth Chevanne-Brunel   |             |
| Vicky Fournial              |             |
| Sylvie Fragniere            |             |
| Nathalie Mousques           |             |
| Corinne Overney             |             |
| Alexandra Rannou            |             |
| Muriel Rideau               |             |
| Sylvie Riedle               |             |
| Nadia Theuil                |             |
| Stéphanie Vaxillaire-Denuit |             |

### Effectif
| Coureuse                   | Date de naissance | Nationalité | Équipe 2006                  |
| -------------------------- | ----------------- | ----------- | ---------------------------- |
| Jennifer De Haas-Boissiere | 19 août 1972      | France      | Team Pro Feminin du Genevois |
| Christel Ferrier-Bruneau   | 8 juillet 1979    | France      |                              |
| Élodie Henriette           | 22 mai 1987       | France      |                              |
| Aurore Jeudy               | 8 octobre 1983    | France      | Vienne Futuroscope           |
| Carina Kirssi              | 1er août 1976     | Finlande    |                              |
| Aurélie Marie              | 2 novembre 1987   | France      |                              |
| Mélodie Massat             | 9 juillet 1985    | France      |                              |
| Cathy Moncassin-Prime      | 3 juin 1977       | France      |                              |
| Tiina Nieminen             | 11 mai 1979       | France      | Vienne Futuroscope           |
| Céline Nivert              | 19 janvier 1981   | France      | Les Pruneaux d'Agen          |
| Angelique Saldana          | 2 juillet 1986    | France      | Les Pruneaux d'Agen          |
| Marianne Stalder           | 5 décembre 1980   | Suisse      |                              |
| Christine Vardaros         | 19 juillet 1969   | États-Unis  | Lotto-Belisol Ladiesteam     |

### Victoires
| Date    | Course                                       | Pays     | Cat. | Vainqueur      |
| ------- | -------------------------------------------- | -------- | ---- | -------------- |
| 29 juin | Championnats de Finlande du contre-la-montre | Finlande | CN   | Tiina Nieminen |
| 30 juin | Championnats de Finlande sur route           | Finlande | CN   | Tiina Nieminen |